# 光亮綫
光亮綫（英語：Brightline，又译光明線，报告代码：BLFX）是美國佛罗里达州一條城际高速鐵路系統。它是美国目前唯一私有民营的城际客运铁路。
其发展始于2012年3月，最初名为 All Aboard Florida，由堡垒投资集团旗下的佛羅里達東岸工業作为房地产开发项目启动。施工工程于2014年11月开始，路线于2018年1月开始提供收费服务，最初在劳德代尔堡和西棕榈滩之间；迈阿密到劳德代尔堡段于同年5月开始提供收费服务；阿文图拉和博卡拉頓的增設車站于2022年12月开放，而西棕榈滩到奥兰多国际机场段于2023年9月开始提供客运服务。路线还计划增设其他站点如迪士尼世界，及延伸至坦帕。

## 历史

先前 All Aboard Florida 的标志

2012年，佛罗里达东海岸工业公司（Florida East Coast Industries，FECI）的全资子公司 All Aboard Florida 宣布计划在迈阿密和奥兰多之间提供客运铁路服务。当时的工程预计耗资15亿美元。2013年3月，All Aboard Florida 申请了一笔价值16亿美元的铁路重建和改进融资（Railroad Rehabilitation and Improvement Financing, RRIF）贷款，由联邦铁路管理局管理，而在2014年底，该公司申请了一笔价值17.5亿美元的私人活动债券分配，债券销售的收益大幅减少或完全替代了RRIF贷款申请金额。
该公司于2013年1月通过了联邦铁路管理局的“无重大影响发现”（Finding of No Significant Impact）环境评估，有效地为在迈阿密和西棕榈滩之间开展工程工作扫清了道路。最终环境影响报告于2015年8月4日发布。到2015年初，该公司已经开始在迈阿密、劳德代尔堡和西棕榈滩站进行工地工作，以及获得了走廊的一些区段的通行权。2015年11月10日，All Aboard Florida 宣布该服务将以 Brightline 的名称运营。
迈阿密和西棕榈滩之间的服务于2018年5月19日开始提供。
2018年9月，光亮線收購了XpressWest（現稱為西部光亮綫），一家打算通過加利福尼亞州維克多維爾將內華達州的拉斯維加斯與南加州連接起來的私人公司。光亮線宣布打算購買拉斯維加斯大道附近38英畝的土地，用於建設車站，並沿15號州際公路走廊從拉斯維加斯到南加州。
西棕櫚灘站以北沿海路線的兩個主要縣，因各種原因，一直在法庭上反對鐵路線穿過馬丁縣和印第安河縣。他們反對的理由之一是光亮線由私人公司擁有，因此不應像市政府一樣發行免稅債券。2018年12月24日，在經過四年的法律戰後，一位聯邦地區法官駁回了印第安河縣的訴訟，該訴訟聲稱美國交通部不正當批准了債券分配，為穿越寶藏海岸和太空海岸的新鐵路走廊的建設掃清了障礙。2020年10月5日，美國最高法院拒絕審理該決定的上訴，結束了印第安河縣阻礙發展的努力。該縣在最高法院聽證會上的努力，除了使用了縣資金超過400萬美元外，還籌集了超過20萬美元的私人捐款。
2019年4月，該公司獲得了17.5億美元的奧蘭多延伸線資金，並表示建設將立即開始。
2018年11月，维珍集团宣佈入股光亮綫，同时将该系统更名为美國維珍鐵路（Virgin Trains USA）。2020年8月7日鐵路運營方宣佈由於維珍集團仍未進行所承諾的投資，將結束與維珍的合作關係，名稱改回光亮綫。2021年3月，維珍因合作破裂起訴光亮綫索賠2.513億美元。2023年10月，維珍贏得了訴訟，法官判給維珍1.15億美元的賠償金。

### 建設
邁阿密至西棕櫚灘段的建設始於2014年中期，在邁阿密市政府中心的臨時地面停車場進行了新鐵軌鋪設和場地關閉。於年底開始，邁阿密車站的初步建設，如場地準備和拆除。Suffolk Construction是邁阿密車站的總承包商。2015年初，MiamiCentral的四個地塊開始打樁。
2014年10月29日，勞德代爾堡站的工作開始，現場的現有建築被拆除。2014年11月，在西棕櫚灘站舉行了破土動工儀式。Moss & Associates是西棕櫚灘和勞德代爾堡站的總承包商。
2015年1月，工作人員開始在整個走廊更換鐵軌。2015年12月，All Aboard Florida獲得了佛羅里達中央高速公路管理局沿海高速公路租賃使用權，費用為140萬美元。
第2階段西棕櫚灘至奧蘭多的建設工作於2019年6月正式開始，在奧蘭多國際機場舉行了破土動工儀式。該走廊的初步工作於2019年9月在詹森海灘和塞巴斯蒂安地區開始，並於同年10月開始為奧蘭多至可可段的建設進行路徑清理。
截至2019年5月，項目的承包商包括Hubbard Construction Company、Wharton-Smith Inc.、The Middlesex Corporation、Granite和HSR Constructors。這五家承包商負責在奧蘭多國際機場新南航廈建立170英里（270）新軌道的開發。
2019年，光亮線向博卡拉頓市發出了一封信，討論在路線上增加一個中途停靠站的可能性。光亮線提議建設車站和鐵路基礎設施，而該市將負責通行和分區要求及費用。2019年12月，博卡拉頓公共圖書館旁的前社區花園正式被選為車站選址。
2019年10月，邁阿密-戴德縣撥款7600萬美元在佛羅里達州奧賈斯的阿文圖拉購物中心旁建設亞文圖拉車站，位於邁阿密和勞德代爾堡之間。公告發佈時，預計開放日期為2020年10月。車站的破土動工儀式於2020年9月舉行。2023年6月21日，宣佈建設已完成。

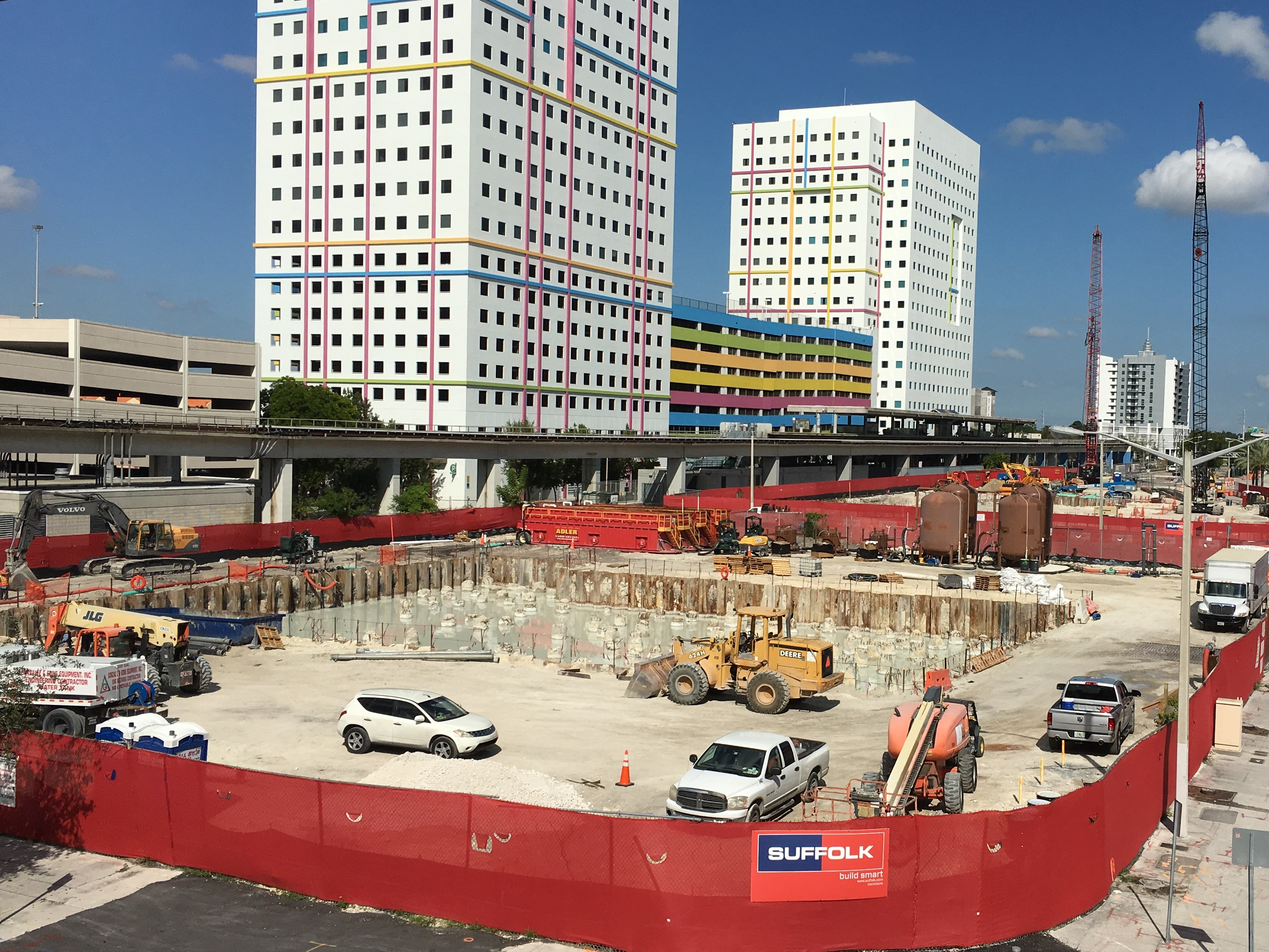
2015年時，正在建造中

### 开通
2018年1月13日开始提供劳德代尔堡和西棕榈滩之间的收费服务。
2018年5月19日开始提供迈阿密和劳德代尔堡之间的收费服务。
2022年12月21日，博卡拉頓站开始提供服务，而阿文图拉站于同年12月24日开始提供服务。

### 延伸至奥兰多
2019年宣布将把路线延伸至奥兰多，新增40英里（64公里）轨道，列车时速达125英里（201公里）。同时将对现有的129英里（208公里）轨道进行升级，将列车时速提升至110英里（180公里）。预计将于2022年完工，彼时奥兰多到迈阿密的旅行时间将缩减到3小时左右。第一次車輛測試於2022年5月17日進行。
2023年9月22日，光亮線奥兰多延伸段（西棕榈滩到奧蘭多國際機場聯運中心）通车。票務系統於5月份對外售票。從奧蘭多國際機場至邁阿密的單程車票定價從$79美元至$149美元不等。而一家四口的智選（Smart fare）車票低於$199美元。

### COVID-19疫情的影響
由於COVID-19疫情，Brightline於2020年3月25日暫停運營。所有列車服務停止，公司裁員250人。北至奧蘭多的建設仍在繼續，亞文圖拉車站和博卡拉頓車站的計劃也在進行中。
2021年1月，該公司表示服務將在“2021年底”重新開始，這與之前估計的2021年第三季度不同。公司表示，大多數車站和營運人員將在服務恢復前大約30-60天內回來。2021年1月至2021年5月，列車偶爾無乘客運轉，以測試西棕櫚灘和邁阿密火車站之間升級的路廊。服務於2021年11月8日，在西棕櫚灘和邁阿密之間重新開始。

## 列车服务

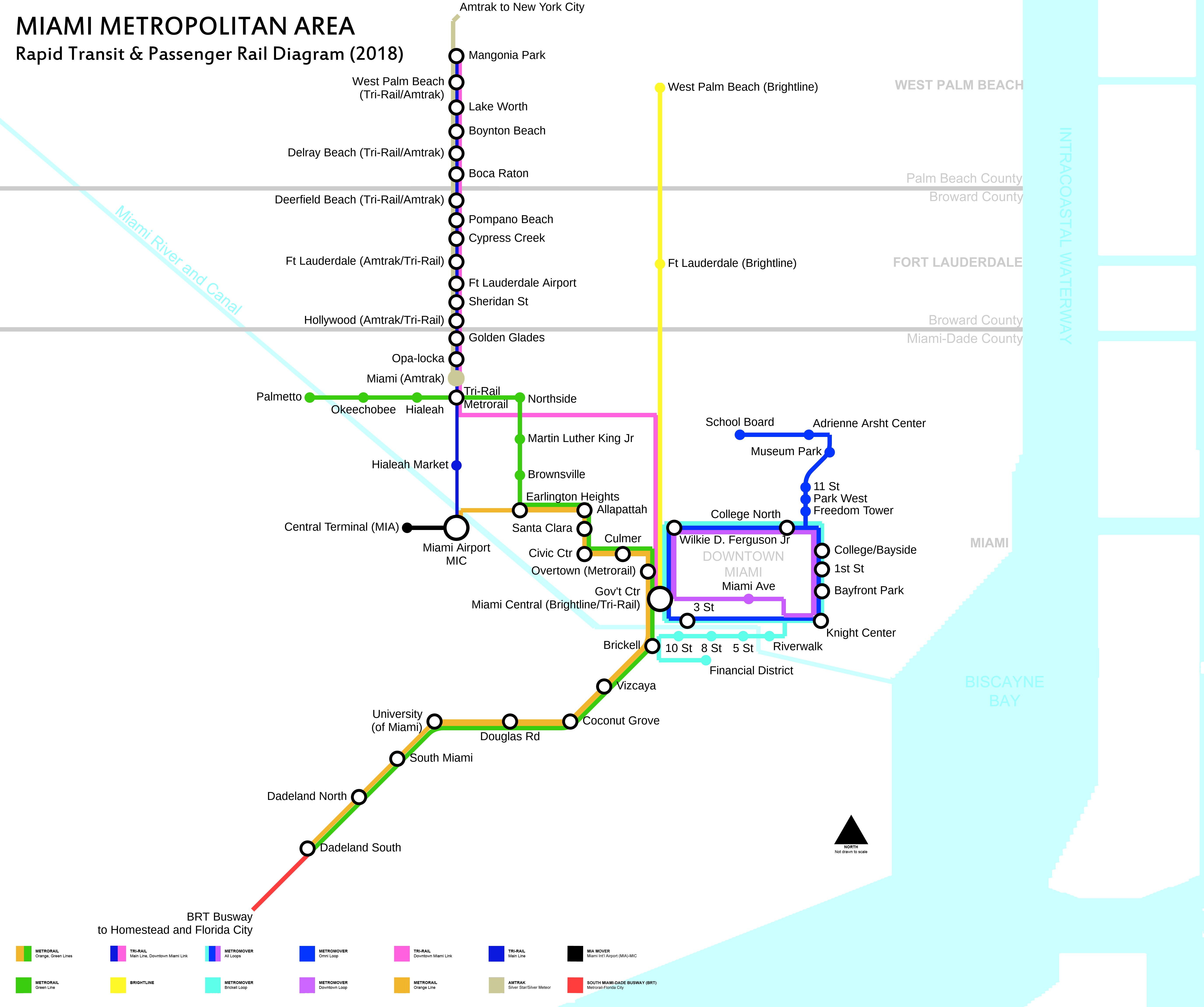
2017年迈阿密都市区的城市快速交通和乘客铁路服务示意图

### 线路
线路由北至南途经车站如下：
| 县            | 车站           | 开通时间       | 至邁阿密所需时间 | 换乘 |
| ------------- | -------------- | -------------- | ---------------- | --- |
| 橙縣          | 奧蘭多國際機場 | 2023年9月22日  | 210分钟          | 奥兰多国际机场 Lynx：连接11、42、51、111、407和436S号线 SunRail 列车换乘飞机：连接111号快线 |
| 棕櫚灘縣      | 西棕榈滩       | 2018年1月13日  | 72—80分钟        | Palm Tran：1、40、41和The Bolt 1 Palm Trolley：黄线 三縣鐵路通勤连线：WPB-1 |
| 棕櫚灘縣      | 博卡拉顿       | 2022年12月21日 | 51分钟           | Palm Tran：1、94号线 |
| 布劳沃德县    | 劳德代尔堡     | 2018年1月13日  | 30—33分钟        | 布劳沃德县公共交通系统（于中央终点站）：1、6、9、10、11、14、20、22、30、31、40、50、60、81、101 (US 1 Breeze)号线 Sun Trolley：下城连线、社区连线、NW Community连线 三縣鐵路通勤连线：FL-1、FL-3 |
| 迈阿密-戴德县 | 亞文圖拉車站   | 2022年12月24日 | 17分钟           | Metrobus 布劳沃德县公共交通系统（于阿文图拉购物中心）：1、28、101 (US 1 Breeze)号线 |
| 迈阿密-戴德县 | 邁阿密中心     | 2018年5月19日  | –                | 迈阿密地铁（于政府中心）：绿线、橙线、下城快线 都會旅客捷運系統（于政府中心）：Omni环线、Brickell环线、内环线 Metrobus：2、3、7、9、11、21、51、77、93、95、S (119)、120、207、208、246、277、500号线 布劳沃德县公共交通系统：109（95号快线）、110（595快线） Miami Trolley：Coral Way 三縣鐵路 Downtown Miami Link （计划） |

### 班次
截至 2023 年 9 月，邁阿密和西棕榈滩之間每天有 18 趟往返班次，其中 16 趟涵蓋邁阿密和奧蘭多之間的全程班次。大約一半的班次沿線所有站點停靠，其餘火車則跳過博卡拉顿站。

### 运营时刻
自光亮線结束因COVID-19疫情的停运，恢复运营后，白天几乎每小时都有一班列车往返于迈阿密和西棕榈滩之间。坐火车可以避开拥堵的I-95高速公路，从邁阿密中心坐光亮線列车到西棕榈滩仅需半小时，到劳德代尔堡仅需1小时12分钟。此外，Brightline还提供接送车服务，名为Brightline+，乘客在订票时可选择接送地点，Brightline+的接送车可在铁路车站的五英里半径范围内接乘客到车站，或将到站乘客送至车站五英里半径范围内的任意一处目的地。

### 乘客使用量
在西棕櫚灘和劳德代尔堡之間開展的首次兩個半月的服務中，乘客總數達到74,780人，從2018年1月的17,800人增加到3月的32,900人。公司宣布乘客數量是預期的三倍。提供給債券投資者的預測顯示，到2020年，每月乘客數量將達到240,000人，包括邁阿密的服務，分析師Fitch Ratings表示，公司在達到預測乘客數量的56%時即可收支平衡。
到2018年底，已有近60萬名乘客乘坐列車，該路線在2019年8月迎來了第100萬名乘客。
由於新冠疫情，服務從2020年3月暫停至2021年11月。
在2022年8月，光亮線運送了超過100,000名乘客，這是該公司首次每月乘客數量超過100,000人。2022年12月，光亮線服務了超過183,000名乘客。
在2024年4月，Brightline Florida運送了223,117名乘客，這比去年同期增長了48%。

#### 按年份劃分的乘客量
| 年份 | 乘客量    |
| ---- | --------- |
| 2018 | 579,000   |
| 2019 | 885,000   |
| 2020 | N/A       |
| 2021 | 159,474   |
| 2022 | 1,230,494 |
| 2023 | 2,053,893 |

## 車站
南佛羅里達州的五個車站由 Skidmore, Owings & Merrill 與 Zyscovich Architects 共同設計。 Zyscovich Architecture設計了車站內部。 所有光亮線車站均設有鄰近停車場，按天付費。

光亮線車站
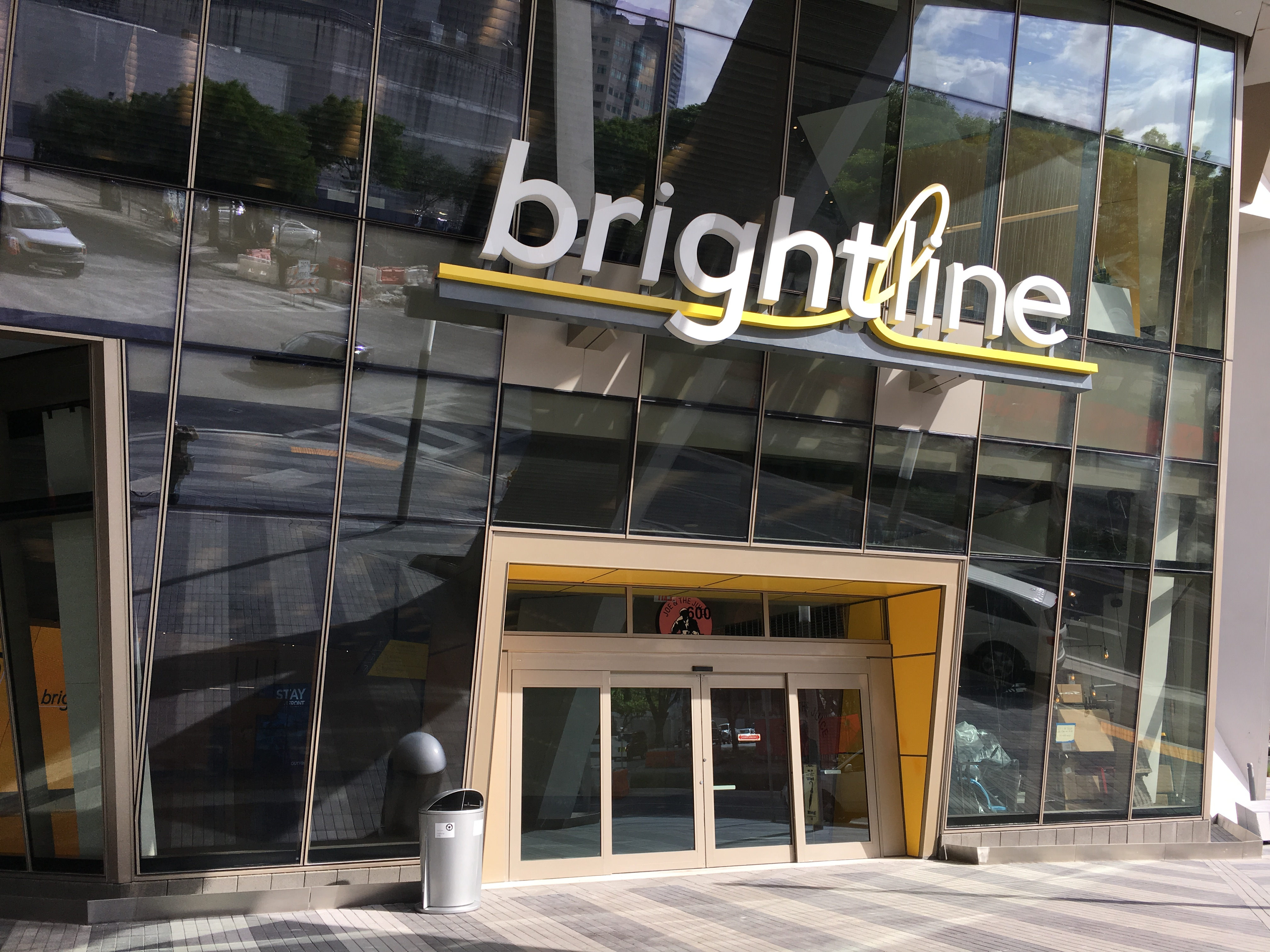
邁阿密中心
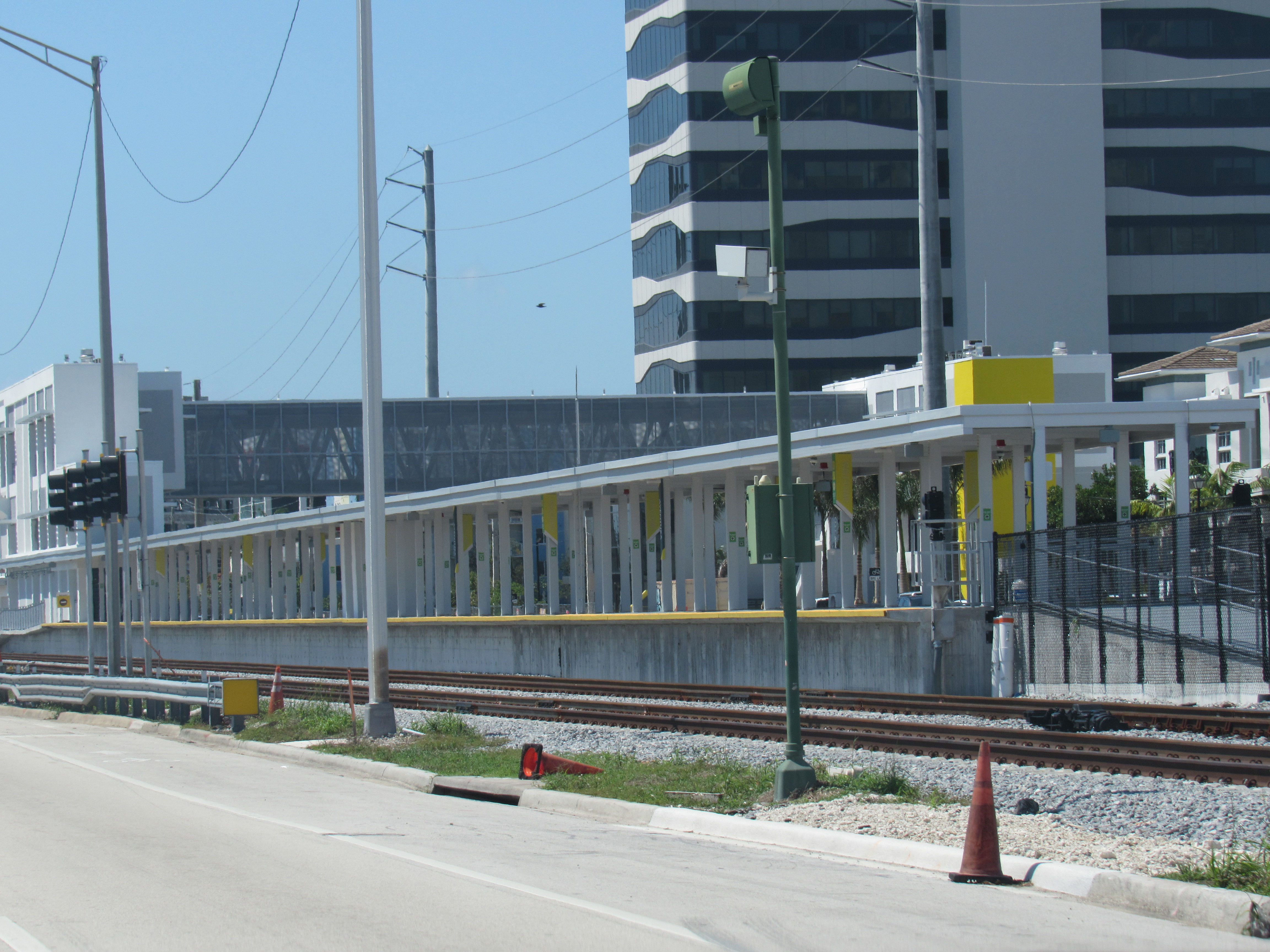
亞文圖拉車站（英语：Aventura station）
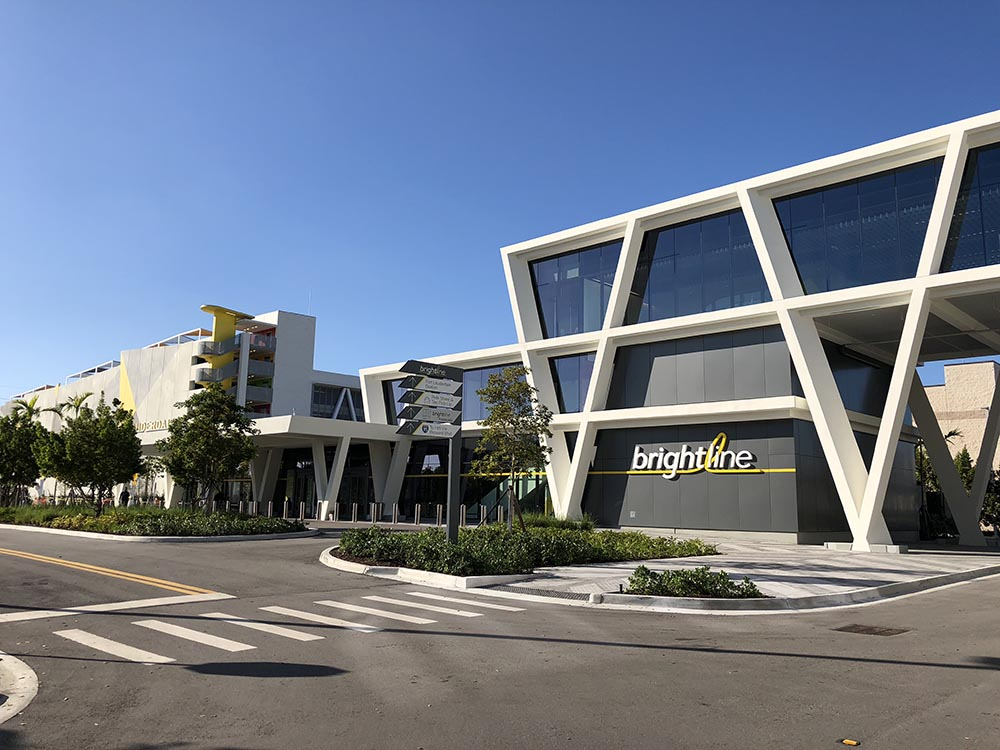
劳德代尔堡
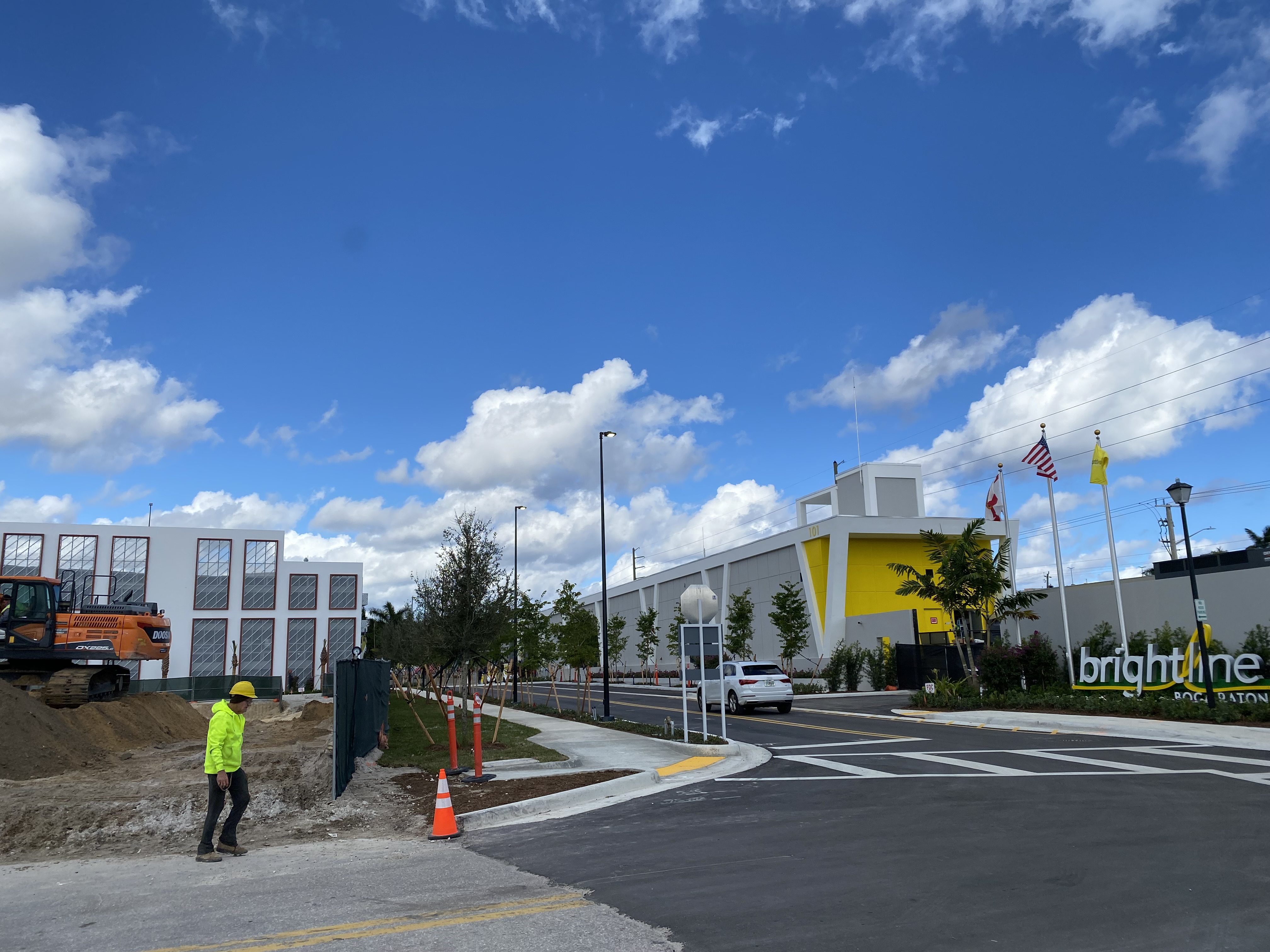
博卡拉顿
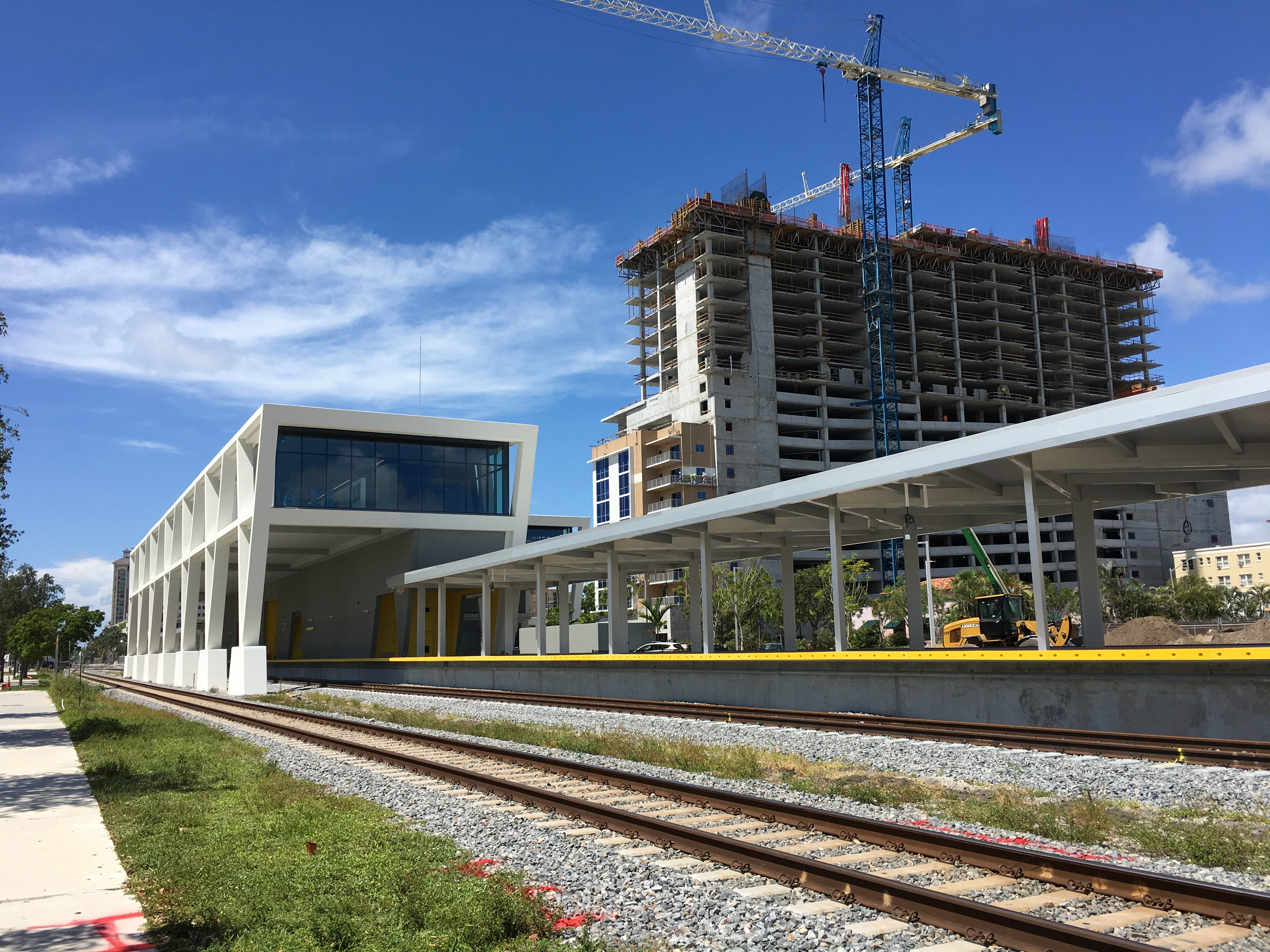
西棕榈滩
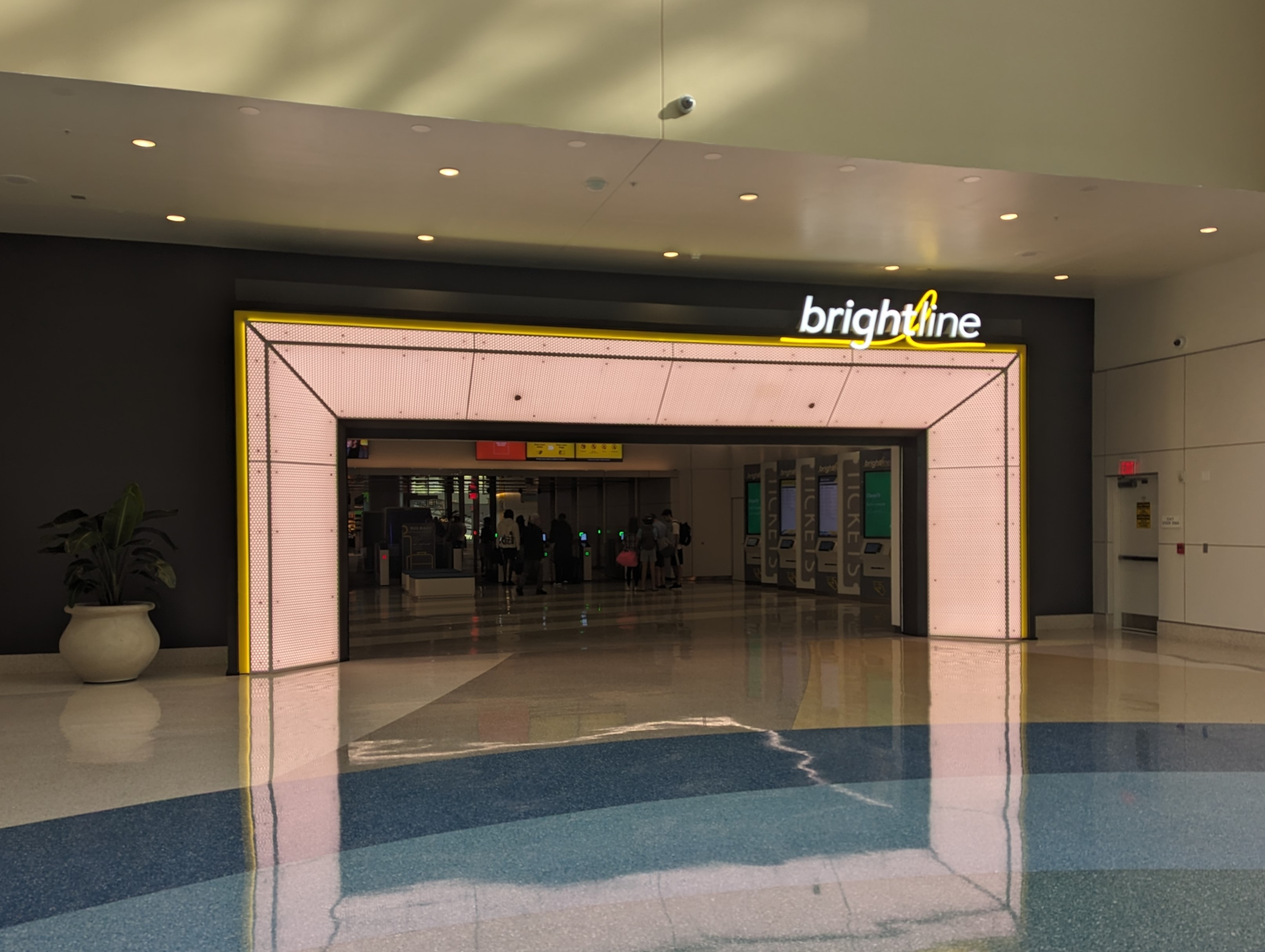
奧蘭多國際機場

### 邁阿密中心車站
邁阿密車站稱為“邁阿密中心”（不要與邁阿密中央車站混淆，現稱為“邁阿密聯運中心”，靠近邁阿密國際機場），佔地3 × 106平方英尺（280,000平方），位於邁阿密縣政府以東，包括3 個車站。車站將光亮線與邁阿密地鐵、都會旅客捷運系統、公車和三縣鐵路系統連接起來。 這增加了與活動和旅遊目的地的運輸，包括表演藝術中心、海灣市場和海灣公園。前往邁阿密的班次於 2018 年 5 月 19 日開始營運。 三縣鐵路服務於 2024 年 1 月開始營運。

### 亞文圖拉車站
亞文圖拉車站位於佛羅里達州奧胡斯阿文图拉购物中心以西的西迪克西高速公路上。車站佔地 3 英畝，佔地 34,000 sq ft（3,200 m2）。 亞文圖拉車站站設有 240 個停車位，還有邁阿密戴德公車巴士下車處。 本站提供往返購物中心的免費接駁車服務。未來，它將包括另一座橋樑，將平台連接到阿文图拉购物中心，並將作為規劃中的東北走廊快速交通計畫中的通勤鐵路服務終點站。

### 劳德代尔堡車站
勞德代爾堡車站位於布勞沃德大道和西北第四街之間的西北第二大道。車站場地佔地四英畝，擁有 60,000 平方英尺（5,600 平方米）的車站和月台。光亮線火車服務。勞德代爾堡連接太陽電車和布勞沃德縣交通系統。 光亮線還在佛羅里達東海岸鐵路走廊以東擁有約三英畝的土地，並計劃在那裡建造一個以交通為導向的開發項目。

### 博卡拉顿站
博卡拉頓車站位於博卡拉頓公共圖書館旁。車站佔地 22,000 平方英尺（2,000 平方米），佔地 1.8 英畝，位於米茲納公園對面。該車站設有一個擁有 455 個車位的停車場，該停車場還將為圖書館顧客提供專用的免費停車場。

### 西棕榈滩站
西棕櫚灘站位於曼陀羅街 (Datura Street) 和埃弗尼亞街 (Evernia Street) 之間，Quadrille 西邊。該站址佔地兩英畝，擁有60,000 平方英尺（5,600 平方米）的車站和站台，與附近現有的車輛、電車和行人網絡相連，距離美鐵和三縣鐵路西棕櫚灘站以東半英里，以及原佛羅里達東海岸鐵路車站以南半英里。

### 奧蘭多國際機場聯運中心
2017年，奧蘭多國際機場新的奧蘭多國際機場聯運中心投入使用。 光亮線在170-英里（270-） 奧蘭多延伸軌道建立完成後在此站為終點。火車時速可達 125 英里/小時（200 公里/小時），從奧蘭多國際機場聯運中心到邁阿密大約需要 3.5 小時。 光亮線列車於 2022 年 5 月 17 日在奧蘭多國際機場聯運中心進行了首次試運轉。 付費服務於 2023 年 9 月 22 日開始。

## 未來路廊期望
在西部光亮線破土動工儀式期間，韋斯·伊登斯（Wes Edens）在採訪中也表達了對光亮線的興趣，計劃將光亮線連接其他城市組合，這些組合被光亮線稱為“開車太久，飛行太短”的城市組合，並使用新的“光亮線2.0”模式，利用州際公路的土地和中間地帶來連接城市組合。伊登斯舉例說明了以下城市組合：
- 德克薩斯州三角地帶（達拉斯-沃思堡都會區，休士頓，聖安東尼奧，奧斯汀- 沒有提及現有的計劃/擬議的德克薩斯中央鐵路）
- 芝加哥至聖路易（沒有提及現有的美鐵林肯綫列車服務）
- 美國中西部（例如克里夫蘭至哥倫布）
- Cascadia（波特蘭至西雅圖（甚至到加拿大溫哥華）- 未提及現有的美鐵Cascades服務或華盛頓州交通部（WSDOT）服務發展計畫））
- 亞特蘭大至夏洛特（沒有提及新資助的聯邦鐵路管理局（FRA）針對該走廊的高鐵研究）

### 地圖
在官方光亮線“開車太久，飛行太短”的地圖上顯示了更多的走廊路線，比之前提到的還多：
- 2023年11月的最新地圖顯示了大部分上述的預期路線，新增了：
  - 華盛頓特區到紐約到波士頓
- 2023年5月的地圖顯示了未來增加更多車站和與加州高速鐵路（CAHSR）連接的意圖：[100]
  - 棕櫚谷
  - 洛杉磯聯合車站
- 2021年7月的首張已知地圖顯示了更多的路線，例如：[101]
  - 洛杉磯到鳳凰城
  - 芝加哥到麥迪遜/克里夫蘭/底特律
  - 邁阿密到傑克孫維

## 工程

### 車輛速度和相對旅行時間
邁阿密至奧蘭多路線全面建成後，邁阿密和西棕櫚灘之間的列車運行速度可達79 mph（130 km/h），西棕櫚灘和可可之間的列車運行速度可達125 mph（200 km/h），可可和奧蘭多國際機場之間的時速為 125 英里/小時（200 公里/小時）。 未來從奧蘭多到坦帕的延伸正在規劃階段。最初，這條延伸路線上的列車最高運行速度可達 125 mph（200 km/h）；但自2024 年起，最高時速被更頻繁地報導更為150 mph（240 km/h）。 它是美國為數不多的達到國際鐵路聯盟規定的最低200 km/h（125 mph） 高鐵標準的鐵路服務之一。
邁阿密和奧蘭多之間的搭乘時間約為3.5小時。 使用佛羅里達州收費公路駕駛（無交通擁堵）需要 3 小時 30 分鐘，而使用 I-95/SR 528 高速公路沿計劃中的經過可可的列車路線駕駛則需要 3 小時 45 分鐘。從邁阿密國際機場（MIA）到奧蘭多國際機場（MCO）的飛行時間為 1 小時，但航空公司建議在出發前 2 小時到達機場，因此飛行行程大約需要 3 小時（不包括最後一英里的交通時間）。在歐洲和東亞的高速鐵路中，鐵路開始吸引大量鐵路/航空旅行者的旅行時間通常為 4 小時左右，而在旅行時間低於 3 小時時，鐵路通常會超過航空成為主導交通方式。
為了滿足 3 小時的時間表，列車的整體平均速度為80 mph（130 km/h），與在紐約市和華盛頓特區之間的東北走廊運行的美鐵Acela特快的整體平均速度相似。

### 現有邁阿密-可可路線升級
連接邁阿密和奧蘭多的項目需要花費超過 15 億美元來升級邁阿密和可可之間的鐵路路廊。該公司對走廊進行了雙線跟踪，改進了訊號系統，並升級了每個平交道路口，以滿足 FDOT 和聯邦鐵路管理局製定的最高適用安全標準。2013 年 1 月，聯邦鐵路管理局調查結果 (FONSI)發布了邁阿密-可可計畫階段的無重大影響，有效地為開工清理了道路。 路廊安全升級的一部分包括安裝積極的列車控制 (PTC, Positive train control)，這增強了光亮線安全監控和控制列車運行的能力。

#### 寧靜區
為了回應市民對額外喇叭增加噪音的擔憂，該公司表示將與當地社區合作，在可能的情況下建立住宅寧靜區域。 聯邦法律要求住宅寧靜區域請求應由對道路有管轄權的地方當局提出，而不是鐵路公司。
2014 年 8 月，該公司宣布與布勞沃德和棕櫚灘大都會規劃組織合作，在哈倫代爾海灘市和西棕櫚灘第 15 街之間建立住宅寧靜區域。 2014 年 12 月，邁阿密-戴德縣大都會規劃組織批准撥款在邁阿密港和邁阿密-戴德縣北部之間建造住宅寧靜區域。 住宅寧靜區域原本計劃在2017年底光亮線開始營運時邁阿密至西棕櫚灘之間的路線時啟用。光亮線於2018年1月11日開始服務，但由於建設住宅寧靜區域的各種延誤，住宅寧靜區域的啟用日期延遲至3月的某個時間。
2018年5月14日，住宅寧靜區域在西棕櫚灘生效；5月21日在萊克沃思生效；5月30日在博卡拉頓生效。這些“不鳴火車喇叭”區域適用於所有火車，包括貨運和客運火車。 住宅寧靜區域消除了火車工程師按喇叭的法律義務。火車工程師仍然會在住宅寧靜區域使用喇叭來應對緊急情況（例如人員或車輛入侵軌道）。

#### 橋樑
FEC鐵路走廊包含多座固定跨度橋梁，這些橋梁在項目中被更換。由於大多數橋梁並不跨越重要的可航行水道，且通行淨空沒有改變，因此不需要美國海岸巡防隊（USCG）的許可。然而，有十二座橋梁——包括聖約翰河、Eau Gallie河、St. Sebastian河、Crane溪、Turkey溪、West Palm Beach Canal、Boynton Canal、Middle河（包括北支流和南支流）、Oleta河、Arch溪和Hillsboro Canal——需要USCG的許可。此外，該項目還要求對三座活動橋梁進行重大投資和升級，包括聖露西亞橋、洛克薩哈奇橋和新河橋。這些改進確保了橋梁的升降機械系統得到全面升級或更換。公司表示，在正式營運之前，將通過網際網路、智慧手機APP和橋梁上的倒數計時標誌定期通知航海人員預定的橋梁關閉時間，以便航海人員取得即時訊息，減少在每座橋梁的等待時間。此外，公司還會在新河橋上安排一名橋梁管理員駐守。
在奧蘭多開通服務之前，光亮線開始要求Saint Lucie河周圍的市政當局支持一項潛在的聯邦撥款，以資助用新的、凸起的雙軌跨度更換河上的單軌鐵路橋。
2024年1月，拜登政府從國家基礎設施項目援助（Mega）撥款計畫中撥款1.3億美元，為這座橋的建設提供了資金。

### 可可-奧蘭多
可可至奧蘭多之間的路線是唯一一段沒有現有鐵軌或FEC所有的路權。最初，中央佛羅里達高速公路管理局（CFX）認為可以在佛羅里達州道528高速公路300-英尺（91-）寬的路權範圍內建設新鐵軌。這段路線建議中的營運速度可達125 mph（200 km/h）。過去，其他高速鐵路路廊也曾建在公路旁邊，例如科隆—萊茵／美因高速鐵路線在其180公里（110英里）長度中的一半以上與A3聯邦高速公路平行。
CFX開始與Deseret Ranch進行談判，該公司擁有佛羅里達州道528高速公路南部的土地，以購買額外的土地來擴大路權範圍。根據2013年7月16日達成的一項協議，CFX初步同意支付1200萬美元，以購買可可和奧蘭多國際機場之間200英尺（61米）佛羅里達州道528高速公路走廊額外的22-英里（35-）土地。在2013年10月初，CFX和All Aboard Florida達成了正式的土地購買協議，獲得路權所需的土地。雖然原計劃於2015年初開始建設，但該段的建設於2019年5月22日才開始。
同樣在2013年10月，大奧蘭多航空管理局（GOAA, Greater Orlando Aviation Authority）董事會批准在奧蘭多國際機場內開發一個車站和維修設施，以及建設從車站到主線沿海的軌道使用權。
在最初的開通階段，大部分路線是單軌的，然而所有的橋樑和基礎設施都設計為雙軌，以便在升級時節省工作量。

### 維護
光亮線有兩個維修設施。其主要的車輛維修設施位於奧蘭多國際機場附近，於2023年初開放，用於在開始奧蘭多服務之前對火車進行測試和維修。
光亮線的次要維修設施，稱為Running Repair Facility（工作坊B），位於西棕櫚灘車站以北，專為不需要將火車移出服務的維修和小修工作設計。該設施包括一個維修坑，用於進入火車底部，並且可以處理最多四組10節車廂的列車。

## 使用車輛
All Aboard Florida 於 2014 年訂購了 5 輛西門子衝鋒者柴電機車。 這些客運列車的內裝由Rockwell Group的 LAB 設計，配備符合人體工學的座椅、Wi-Fi 和無障礙環境，並符合 ADA 標準。每列列車可容納 248 名乘客。  LAB 與 All Aboard Florida 合作，也構思了光亮線名稱、品牌平台和視覺識別。 包括客車在內的整個列車組是由西門子在其位於加利福尼亞州弗羅林的太陽能工廠製造的。 光亮線的計畫最初要求將列車組擴大到七輛車廂，一旦通往奧蘭多的路線投入營運，將再購買五輛完整的列車組。 五列列車中的第一列於2016年12月8日離開西門子工廠，並於12月14日抵達西棕櫚灘。 第五列列車於 2017 年 10 月抵達南佛羅里達州。 奧蘭多路線新增的 5 列列車中的最後一批於 2023 年 2 月抵達，這些列車只有 4 節車廂，而不是計劃的 7 節車廂。
這些列車提供兩種服務等級，每組列車配備一輛「高階」車廂和三輛「智慧」車廂。 「高階」提供2x1和4-1-桌子座位，每輛車有50 個21-英寸（530-）寬的座位，並提供免費小吃和飲料，而稍便宜的「智慧」票價車廂有66 個座位，但座位較窄19-英寸（480-）寬的座位，可購買零食和飲料。
| 照片                      | 模型                              | 年份                | 總計                           | 總計     | 馬力                        | 重量                                                         | 座位 |
| ------------------------- | --------------------------------- | ------------------- | ------------------------------ | -------- | --------------------------- | ------------------------------------------------------------ | ---- |
|                           | 西門子衝鋒者柴電機車 SCB-40型機車 | 2017                | 10台                           | 10台     | 4,000 hp（3,000 kW）        | 267,000磅（121,000）                                         | n/a  |
| 2023                      | 西門子衝鋒者柴電機車 SCB-40型機車 | 11台                | 11台                           | n/a      | 4,000 hp（3,000 kW）        | 267,000磅（121,000）                                         |      |
| Siemens Venture trainsets | 2017                              | 40台 (未來訂單20台) | 5輛四節車廂列車                | 沒有馬力 | 每節車廂112,000磅（50,802） | 每四節車廂共248座位，（高階車廂50個座位，智慧車廂198個座位） |      |
| Siemens Venture trainsets | 2023                              | 40台 (未來訂單20台) | 5輛四節車廂列車                | 沒有馬力 | 每節車廂112,000磅（50,802） | 每四節車廂共248座位，（高階車廂50個座位，智慧車廂198個座位） |      |
| Siemens Venture trainsets | 2025                              | 40台 (未來訂單20台) | 生產 20 節車廂以延長現有列車組 | 沒有馬力 | 每節車廂112,000磅（50,802） | TBD                                                          |      |

## 事故和事件
由於鐵路設有多個平交道，因此發生多起司機、行人和騎自行車者在火車經過時在軌道上行駛的事件，其中幾起事故導致死亡。自 2017 年以來，已有 100 人死亡與光亮線有關。 根據美聯社分析，截至 2022 年 2 月，該列車平均每行駛 35,000英里（56,000）就有1人死亡，為全國最高。 值得注意的事件包括在2022年4月，兩天內有一名27歲的男子在龐帕諾比奇和一名56歲的男子在好萊塢被殺；2023年4月，一段病毒式傳播的影片顯示光亮線機車頭與一輛豪華車拖車相撞；以及在2023年9月28日，該鐵路延伸至奧蘭多僅幾天後發生的一起致命事故。 2024 年 1 月 10 日至 12 日，墨爾本同一個十字路口發生兩起不同的事故，造成 3 人死亡。不過，無在車上人員因事故死亡的情況。
執法部門和聯邦報告發現，這些死亡事件並非由於機組人員的錯誤或設備故障造成，而是與自殺或試圖穿越鐵路並超過列車的人有關。 外部鐵路專家補充說，問題在於佛羅里達人，他們習慣試圖擊敗路線上較慢的貨運列車，而不是新的高速鐵路列車。在許多其他國家（例如德國），當火車速度超過100英里每小時（160每小時）通過時，不允許存在平交道路口，而在日本（一個非常依賴鐵路運輸的國家），路線上設有平交道最高時速限制為80英里每小時（130每小時）。
光亮線因僅在開業時沿線安裝所需的最低安全設施而受到批評。路線開通後，光亮線已申請聯邦資金，在有問題的平交道路口增加安全設施，並在人們經常侵入軌道的區域增加圍欄。

## 外部連結
- . （原始内容存档于2022-05-19）.
- . （原始内容存档于2013-05-11）.
- . Federal Railroad Administration.   [2017-11-06]. （原始内容存档于2017-06-28）.